# Hermann Friedrich Krummacher
Hermann Friedrich Krummacher (ur. 28 marca 1828 w Langenberg, zm. 15 czerwca 1890 w Weingarten) – niemiecki teolog protestancki i pionier Misji Wewnętrznej (Diakonia) na Pomorzu.

## Życiorys
Hermann Friedrich Krummacher urodził się 28 marca 1828 w miejscowości Langenberg. Ojcem Hermanna był znany kalwiński teolog i pisarz Emil Wilhelm Krummacher. Hermann miał młodszego brata, Karla Emila.
Hermann uczęszczał do gimnazjum w Duisburgu. W 1846 rozpoczął studia teologii w Halle, a dwa lata później w Berlinie. Jego profesorami byli August Tholuck, Johannes Müller, Karl Immanuel Nitzsch i August Neander. Najwięcej zawdzięczał jednak Johannowi Hinrich Wichern. Od wiosny 1851 do jesieni 1852 pracował jako starszy asystent po nadzorem Wicherna w  Das Rauhe Haus (pol. Surowy Dom), fundacji, które została założona w 1833 roku w Hamburgu.
Po odbyciu obowiązku służby w Berlinie i zdaniu tam dwóch egzaminów ("dobry z wyróżnieniem" i "bardzo dobry"), został wyświęcony na asystenta kaznodziei protestanckiego kościoła regionalnego w Berlinie. 30 marca 1854 powołany na drugiego kaznodzieja w reformowanej parafii Brandenburgii (niem. Reformierter Kirchenkreis Berlin-Brandenburg).
Jako pionier Misji Wewnętrznej organizował klub, klub młodzieżowe lub szkoły niedzielne. Do pomocy w tym wszystkich wzywał braci z Das Rauhe Haus.
W 1873 odwiedził Światowy Alians Ewangeliczny w Nowym Jorku. Od tego momentu nakierował swoją pracę na swobodną działalność stowarzyszeniową i misję wewnętrzną kontynuował z nową energią na większym obszarze działalności w Szczecinie, dokąd przeniósł się na początku 1877 roku jako radny konsystorski.
W 1880 roku zachorował na zapalenie opłucnej. W 1885 roku dotknął go ciężki przypadek choroby nerki. Hermann Friedrich zmarł 15 czerwca 1890 roku w Weingarten w drodze z Bad Kissingen do Szwajcarii.

## Życie prywatne
Hermann Friedrich Krummacher ożenił się z córką jednego z członków rady konsystorskiej. Nie mieli dzieci.

## Prace
- Über evangelische Kirchenverfassung, ihr Wesen, ihre Geschichte und ihre nothwendige Fortbildung in der Gegenwart, Gotha 1869.
- Des Apostels Paulus Briefe an die Römer in Predigten, Neusalz a. O. 1876.
- Johann Hinrich Wichern. Ein Lebensbild aus der Gegenwart, Gotha 1882.
- Spanien und die Reformation, Barmen, o.J.